# 馬加峰
69°10′S 157°11′E / 69.167°S 157.183°E
馬加峰（英語：Magga Peak）是南極洲的山峰，位於奧次地，屬於伯恩賽德嶺的一部分，1947年由美國海軍拍攝照片，1959年2月20日踏足該山峰，現時由南極條約體系管理。